# 容库尔
容库尔（法語：Joncourt，法語發音：[ʒɔ̃kuʁ]）是法国上法蘭西大區埃纳省的一个市镇，属于圣康坦区。

## 地理
容库尔（49°57'21"N, 3°17'58"E）面积7.25 平方千米，位于法国上法蘭西大區埃纳省，该省份为法国北部内陆省份，北起北部省，西接索姆省和瓦兹省，东临阿登省和马恩省，西南至塞纳-马恩省，东北部与比利时接壤。
与容库尔接壤的市镇（或旧市镇、城区）包括：博雷瓦尔、埃斯特雷、勒韦尔日、马福拉福斯、诺鲁瓦、拉米库尔。

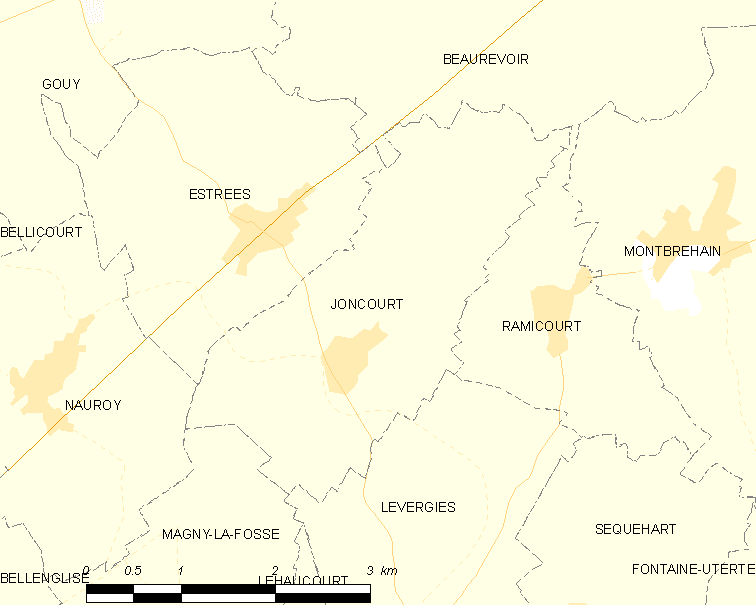
容库尔的OSM定位图

容库尔的时区为UTC+01:00、UTC+02:00（夏令时）。

## 行政
容库尔的邮政编码为02420，INSEE市镇编码为02392。

## 政治
容库尔所属的省级选区为博安昂韦尔芒多瓦县。

## 人口

1962-2008年间容库尔人口变化图示

容库尔于2022年1月1日时的人口数量为326人。